# دي لامار جنسن
دي لامار جنسن (بالإنجليزية: De Lamar Jensen)‏ هو مؤرخ أمريكي، ولد في 1925.